# ارشیا ارباب بهرامی
ارشیا ارباب بهرامی (زادهٔ ۱۳ مرداد ۱۳۷۹ - درگذشته ۱۸ دی ۱۳۹۸) قهرمان سبک تای‌چی ایران و دارنده چند مدال بین‌المللی در این سبک بود. وی بر اثر شلیک موشک سپاه به پرواز شماره ۷۵۲ هواپیمایی بین‌المللی اوکراین جان خود را از دست داد.

## درگذشت
بهرامی در آذر ۱۳۹۸ در مسابقات قهرمانی کشور ۲ مدال طلا کسب کرده بود و پس از آن برای تعطیلات سال نو میلادی در تهران اقامت داشت. او در کانادا تحصیل می‌کرد و قصد داشت از طریق اوکراین به این کشور برود که در سانحه هواپیمایی اوکراین جان خود را از دست داد.

## عنوان‌ها و افتخارات
- مدال برنز در اجرای فرم سلاح از مسابقات قهرمانی اروپا در کشور روسیه ۲۰۱۵
- مدال طلا در اجرای فرم بدون سلاح تای‌چی، قهرمانی کشور انتخابی تیم ملی سال ۱۳۹۵
- مدال طلا در اجرای فرم با سلاح تای‌چی، قهرمانی کشور انتخابی تیم ملی سال ۱۳۹۵
- مدال طلا اجرای فرم سنتی بدون سلاح مسابقات قهرمانی جهان ووشو- تایچی‌چوان در کشور لهستان ۲۰۱۶
- مدال نقره اجرای فرم سلاح مسابقات قهرمانی جهان ووشو- تایچی‌چوان در کشور لهستان ۲۰۱۶
- مدال نقره اجرای فرم بدون سلاح مسابقات قهرمانی جهان ووشو- تایچی‌چوان در کشور لهستان ۲۰۱۶
- مدال طلا اجرای فرم سلاح جی‌ین مسابقات قهرمانی کشور تایچی چوان تهران ۱۳۹۸
- مدال طلا اجرای فرم دست مسابقات قهرمانی کشور تایچی چوان تهران ۱۳۹۸[۳]